# Philippe Candeloro
Philippe Candeloro (ur. 17 lutego 1972 w Courbevoie) – francuski łyżwiarz figurowy. Dwukrotny olimpijczyk, brązowy medalista singla mężczyzn na igrzyskach w Nagano i igrzyskach w Lillehammer. Jest również wicemistrzem świata i medalistą mistrzostw Europy.

## Wyniki olimpijskie
| Igrzyska         | Konkurencja      | Wynik |
| ---------------- | ---------------- | ----- |
| Lillehammer 1994 | singiel mężczyzn |       |
| Nagano 1998      | singiel mężczyzn |       |